# José Guaraci Fraga
José Guaraci Fraga, conhecido como Fraga (Porto Alegre, 16 de maio de 1946) é um escritor, editor, jornalista, humorista e publicitário brasileiro. 

## Biografia[2]

### Formação e publicidade
De família pobre, Fraga concluiu os estudos secundários graças a uma bolsa no Colégio Cruzeiro do Sul de Porto Alegre, recebida em função de suas boas notas no primário. Começou a trabalhar aos 16 anos, entre outras coisas como cartazista de supermercado, vitrinista de loja e balconista de farmácia. Entrou para a publicidade como contato da agência Exitus, onde em três meses tornou-se produtor gráfico.
Em 1977 foi contratado como redator da MPM Propaganda, na época uma das maiores agências do Brasil. Nas quatro décadas seguintes, Fraga foi redator em diversas agências de Salvador, Rio de Janeiro e São Paulo - até 2005, quando voltou a viver em Porto Alegre. 

### Cartum e humor
A partir da década de 1970, Fraga tornou-se um dos principais líderes do movimento de cartunistas do Rio Grande do Sul. Em 1973, junto com Edgar Vasques e Santiago, criou e editou o Quadrão, suplemento semanal de quadrinhos e humor do jornal Folha da Manhã, que ajudou a revelar jovens talentos da época como Batsow, Ferré, Juska e Ronaldo, entre outros. Em 1976 o Quadrão migrou para o CooJornal, no qual foi publicado até 1979.  
Fraga foi organizador e coautor de diversos livros coletivos de humor: QI 14 (1975), com Vasques, Santiago, Ernani Ssó e outros; Tubarão parte II (1975), com Canini, Merten e outros; 14 Bis (1976), com Mário Quintana, Sampaio e outros; e Humor de 7 cabeças (1978), com Verissimo, Sampaulo, etc. Junto com o designer e também cartunista Miran, Fraga organizou e editou em 1976 a monumental Antologia brasileira do humor, que a Editora L&PM publicou em dois volumes, reunindo textos e desenhos de humor de 82 autores brasileiros, inclusive Millôr Fernandes, Chico Anísio, Henfil, Jô Soares, etc. 
Ainda em 1976, Fraga tornou-se interino de Luis Fernando Verissimo no jornal Zero Hora, com sua coluna "Bugigangas". Em 1978, Fraga escreveu com Carlos Carvalho a peça teatral "Pequena história do homem para principiantes", apresentada no Teatro de Arena de Porto Alegre, com direção do próprio Carvalho. 
Os textos de humor de Fraga dos anos 1970, escritos originalmente para jornais como O Pasquim, Carrinho, Folha da Manhã, Diário de Notícias, Zero Hora, Coojornal, Risco, Diário do Paraná e revistas como Ficção e Ovelha Negra, foram reunidos no livro Punidos venceremos, publicado pela editora Codecri em 1981. No mesmo ano, tornou-se um dos sócios-fundadores da Associação Gaúcha de Escritores.  Em 1984, publicou o livro infantil A história do bicho carpinteiro, com ilustrações de Nélson Pinto. 
De 1975 a 1984, suas crônicas, publicadas em diversos jornais de Porto Alegre, receberam 9 vezes o Prêmio Ari de Jornalismo, da Associação Riograndense de Imprensa, sendo 7 vezes o prêmio principal de crônica do ano e 2 vezes em segundo lugar. 

### Artes gráficas
Fraga organizou e participou também de diversas exposições de cartuns, desde a Humor nos eixos (1974), na Livraria do Globo, com 22 participantes; e a Por uma graça alcançada (1977), na Galeria Eucatexpo, com 19 participantes;  até a recente Caríssimo Verissimo (2021), com trabalhos de 85 ilustradores de todo o país, em homenagem aos 85 anos de Luis Fernando Verissimo. 
Na década de 1980, Fraga participou da criação da Grafar, associação de grafistas do Rio Grande do Sul; mais tarde, nos anos 2000, foi responsável pelo blog da Grafar, Tinta china.
Em 2012, Fraga, junto com Fábio Zimbres e Lancast Mota, fez a curadoria e edição do livro Pago pra ver, reunindo desenhos do artista Renato Canini. 

### Trabalhos recentes e retrospectiva
Desde 2005, Fraga é colunista do jornal (impresso e online) Extra Classe, publicação mensal do SINPRO, Sindicato dos Professores do Ensino Privado do Rio Grande do Sul.  Desde 2010, publica diariamente suas frases no Twitter. Em 2020, foi editor-chefe do Micuim, suplemento de humor do  jornal Brasil de Fato. 
Em junho de 2015, o Centro Cultural CEEE Erico Verissimo, de Porto Alegre, recebeu a exposição 44 anos na mesma tecla, retrospectiva da obra de Fraga, com 283 peças - textos curtos, médios e longos e 101 de suas melhores frases, com projeto gráfico de Fábio Zimbres.   

### Palindromia
Em 2021, Fraga participou da primeira antologia brasileira de palíndromos, o livro Arara rara, organizado por Fábio Aristimunho Vargas. No extenso Ensaio sobre a palindromia que ocupa a maior parte do livro, Vargas situa a importância de Fraga entre os autores brasileiros de palíndromos:
"[Em agosto de 1986], O Pasquim publicou uma (nos dizeres do editor Jaguar 'torrente de palíndromos de seu maior cultor', o jornalista e humorista gaúcho José Guaraci Fraga, (...) que causaram espanto tanto entre os editores quanto entre os leitores do jornal. (...) O espaço consistia de um conjunto de vinte e cinco palíndromos numerados e com dedicatórias. (...) Essa publicação ganharia o prêmio dedicado a design gráfico concedido pelo Clube de Criação de São Paulo em 1987." 